# Saneczkarstwo na Zimowych Igrzyskach Olimpijskich 2002 – dwójki mężczyzn
Saneczkarskie dwójki mężczyzn na Zimowych Igrzyskach Olimpijskich 2002 odbyły się 15 lutego na torze Utah Olympic Park. Rozegrane zostały dwa ślizgi.

## Wyniki
| Miejsce | Zawodnicy                                 | Państwo           | 1. ślizg | 2. ślizg | Łączny czas |
| ------- | ----------------------------------------- | ----------------- | -------- | -------- | ----------- |
| 01 !    | Patric Leitner Alexander Resch            | Niemcy            | 42.953   | 43.129   | 1:26.082    |
| 02 !    | Mark Grimmette Brian Martin               | Stany Zjednoczone | 43.111   | 43.105   | 1:26.216    |
| 03 !    | Chris Thorpe Clay Ives                    | Stany Zjednoczone | 43.013   | 43.207   | 1:26.220    |
| 4       | Steffen Skel Steffen Wöller               | Niemcy            | 43.121   | 43.254   | 1:26.375    |
| 5       | Chris Moffat Eric Pothier                 | Kanada            | 43.285   | 43.216   | 1:26.501    |
| 6       | Tobias Schiegl Markus Schiegl             | Austria           | 43.208   | 43.310   | 1:26.518    |
| 7       | Gerhard Plankensteiner Oswald Haselrieder | Włochy            | 43.278   | 43.338   | 1:26.616    |
| 8       | Andreas Linger Wolfgang Linger            | Austria           | 43.330   | 43.354   | 1:26.684    |
| 9       | Ľubomír Mick Walter Marx                  | Słowacja          | 43.248   | 43.458   | 1:26.706    |
| 10      | Ivars Deinis Sandris Bērziņš              | Łotwa             | 43.413   | 43.493   | 1:26.906    |
| 11      | Ołeh Awdiejew Danyło Panczenko            | Ukraina           | 43.727   | 43.600   | 1:27.327    |
| 12      | Grant Albrecht Mike Moffat                | Kanada            | 43.645   | 43.721   | 1:27.366    |
| 13      | Danił Czaban Jewgienij Zykow              | Rosja             | 43.691   | 43.895   | 1:27.586    |
| 14      | Michaił Kuzmicz Jurij Wiesełow            | Rosja             | 43.815   | 43.844   | 1:27.659    |
| 15      | Eugen Radu Marian Tican                   | Rumunia           | 43.901   | 43.945   | 1:27.846    |
| 16      | Cristian Stanciu Robert Taleanu           | Rumunia           | 43.977   | 43.979   | 1:27.956    |
| 17      | Christian Oberstolz Patrick Gruber        | Włochy            | 45.882   | 43.421   | 1:29.303    |
| -       | Anders Söderberg Bengt Walden             | Szwecja           | 45.589   | DNF      | -           |
| -       | Takahisa Oguchi Kei Takahashi             | Japonia           | DNF      | -        | -           |